# Mukaria albinotata
Mukaria albinotata är en insektsart som beskrevs av Cai och Kuoh. Mukaria albinotata ingår i släktet Mukaria och familjen dvärgstritar. Inga underarter finns listade i Catalogue of Life.